# Spirama modesta
Spirama modesta är en fjärilsart som beskrevs av Moore 1882. Spirama modesta ingår i släktet Spirama och familjen nattflyn. Inga underarter finns listade i Catalogue of Life.